# Mimetes arboreus
Mimetes arboreus  (лат.) — вид растений рода Mimetes семейства Протейные. Вечнозелёное прямостоящее небольшое дерево высотой 2—6 м. Растёт из толстого ствола с гладкой серой корой, на котором ветви появляются на высоте 0,5-1,0 м от земли. Имеет серебристые широкие яйцеобразные листья с заострённым концом 5—8,25 см длиной и 0,75—3,25 см шириной, которые отходят от ветви вверх под острым углом и перекрывают друг друга. Соцветие на вершинах ветвей — цилиндрической формы 8—10 см в диаметре — оканчивается пучком меньших относительно горизонтальных розоватых или красноватых ярких листьев. Соцветие состоит из нескольких цветочных головок, окружённых розовых оранжевых листьев, образующих капюшон, укрывающий нижестоящий. Каждая цветочная головка состоит из 8—13 индивидуальных цветков. Цветок состоит из ярко-красных пестиков и серых шелковистых долей околоцветника. Эндемик финбоша Капской области Южной Африки, встречающийся исключительно на горной гряде Когельберг.

## Описание

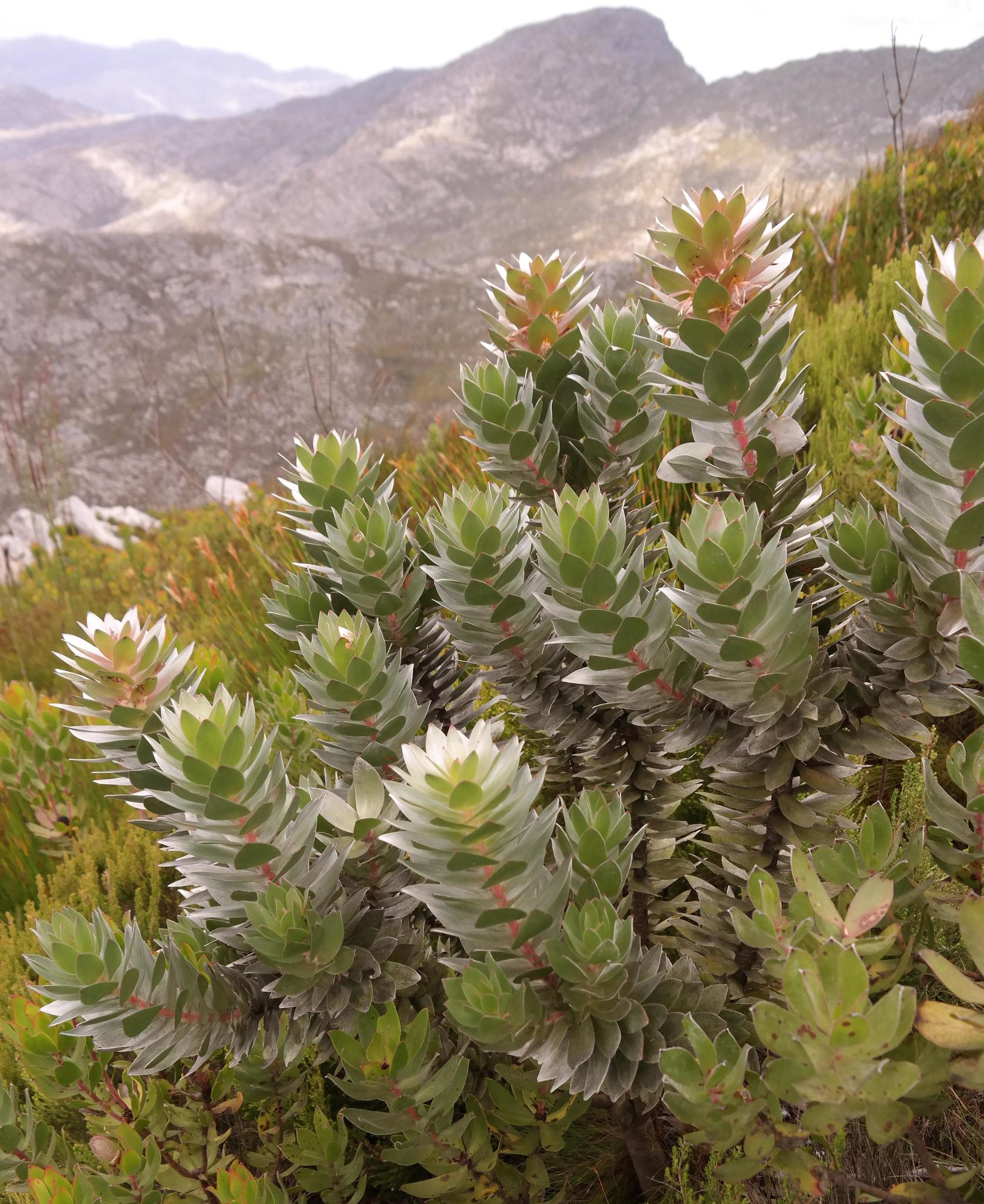
Mimetes arboreus

M. arboreus — крупный кустарник или небольшое дерево высотой 2—6 м, растущее из гладкого крепкого ствола толщиной 10—36 см. Ветви растут, начиная с высоты от 0,5 до 1,0 м над землей, которые регулярно поднимаются вверх и образуют округлую корону. Ствол и ветви покрыты гладкой серой корой с горизонтальными полосами, которые проходят вглубь до пробкового слоя на почти 1 см в глубину, пересекаемыми сетью трещин. Заострённые, копьевидные листья расположены попеременно вдоль ветвей вверх под острым углом и перекрывают друг друга. Прилистники и черешок отсутствуют. Листья 5—8 см в длину 0,75—3,25 см в ширину, серебристые от плотного слоя шелковистых волосков, имеют весь край с утолщенным кончиком красноватого янтарного цвета, изредка с тремя зубами. 
Соцветия расположены чуть ниже верхушки ветвей, имеют форму цилиндра, 8—10 см в диаметре, увенчаны гребнём из почти горизонтальных розоватых или красноватых листьев с оттенком. Он состоит из нескольких цветочных головок в пазухах розовато-оранжевых листьев под умеренно-восходящим углом, которые образуют капюшон, защищающий основную цветочную головку. Каждая головка цветка содержит из 8—13 отдельных цветов. Внешние оборки прицветников, которые окружают головку цветка, равны по размеру, хрящеватые на ощупь, но становятся сухими в сухом виде, имеют продолговатую или овальную форму 1—1,75 см длиной и 0,50—0,75 см шириной, шелковистые, с волосками одинаковой длины вдоль края. Прицветник на внутренней стороне цветка редковолосистая, продолговатая или вытянутая, длиной 1—2 см и шириной 2—3 мм. 
Прицветник, поддерживающий отдельный цветок, имеет линейную форму около 1,5 см в длину и 1—2 мм в ширину и покрыт густыми грубыми волосками. Околоцветник —четырёхлистный, в основном розовый, иногда жёлтый, прямой в бутоне 3—4 см длиной. Нижняя часть, которая остается соединённой после того, как цветок раскрывается, — около 3 мм в длину, безволосистая, у основания — квадратная в сечении и надутая в верхней части. Четыре сегмента в средней части имеют линейную форму, покрыты шелковистыми волосками. Пыльники имеют очертание в форме линии, в форме лодки с заостренным кончиком, шелковистые около 1 см. У четырёх пыльников отсутствует тычиночная нить. Из центра околоцветника выходит прямой, безволосый, нитевидный столбик длиной 4,5—5,5 см. Кончик пыльника имеет форму линии к нитке с заостренным кончиком, более узкая, где она соединяется со стилем, слегка согнутая с канавкой, которая действует как клеймо на кончике, 7–8 мм. (около ⅓ в) долго. Яйцевидная завязь плотно покрыта шелковистыми волосками, прижатыми к его поверхности, длиной около 2 мм. Завязь превращается в яйцевидное семя. Зрелое семя — около 1 см в длину и 0,5 см в поперечнике.

## Ареал и местообитание
M. arboreus является эндемичным видом, ареал которого ограничен природным парком Когельберг от гряды Стинбраса на севере до Прингл-Пик около Беттис-Бей на юге. Произрастает на крутых склонах вблизи моря, главным образом, на более прохладных южных и юго-восточных склонах на высоте от 450 до 1200 м.

## История изучения
Образец вида был впервые собран Томасом Пирсоном Стокоэ в 1921 года в местечке Хенгклип рядом с Прингл-Бей. Вид был описан в 1982 году южно-африканским ботаником Джоном Патриком Рурком.